# Jean Fouquet
Jean (nebo Jehan) Fouquet (francouzská výslovnost: [fuke]; asi 1420, Tours – 1481, Tours) byl francouzský malíř a iluminátor. Jako mistr deskové malby a iluminace rukopisů a vynálezce portrétní miniatury je považován za jednoho z nejvýznamnějších malířů z období mezi pozdní gotikou a ranou renesancí. Byl prvním francouzským umělcem, který odcestoval do Itálie a na vlastní kůži zažil ranou italskou renesanci.
Málo je známo o jeho mládí a vzdělání. Ačkoli se dlouho předpokládalo, že byl učedníkem takzvaného Bedford Mastera z Paříže, nyní se předpokládá, že mohl studovat u mistra v Nantes, jehož díla byla dříve považována za raná díla Fouqueta. Někdy mezi lety 1445 a 1447 odcestoval do Itálie, kde se dostal pod vliv římských umělců Quattrocenta, jako byli Fra Angelico a Filarete. Během 50. let 14. století začal pracovat na francouzském dvoře, kde mezi své četné patrony počítal krále Karla VII. a jeho nástupce Ludvíka XI.

## Dílo
Nejznámějším Fouquetovým dílem je votivní diptych z Melunu, který v pravé části zobrazuje kojící Madonu obklopenou cheruby a serafiny, vlevé části portrét donátora Etienna (Štěpána) Chevaliera se svým patronem sv. Štěpánem. Obraz byl v 18. století rozdělen, levá část je vystavena v berlínské Gemäldegalerie, madona v muzeu v Antverpách, z rámu se zachoval Fouquetův autoportrét s podpisem, který se nachází v Louvru.

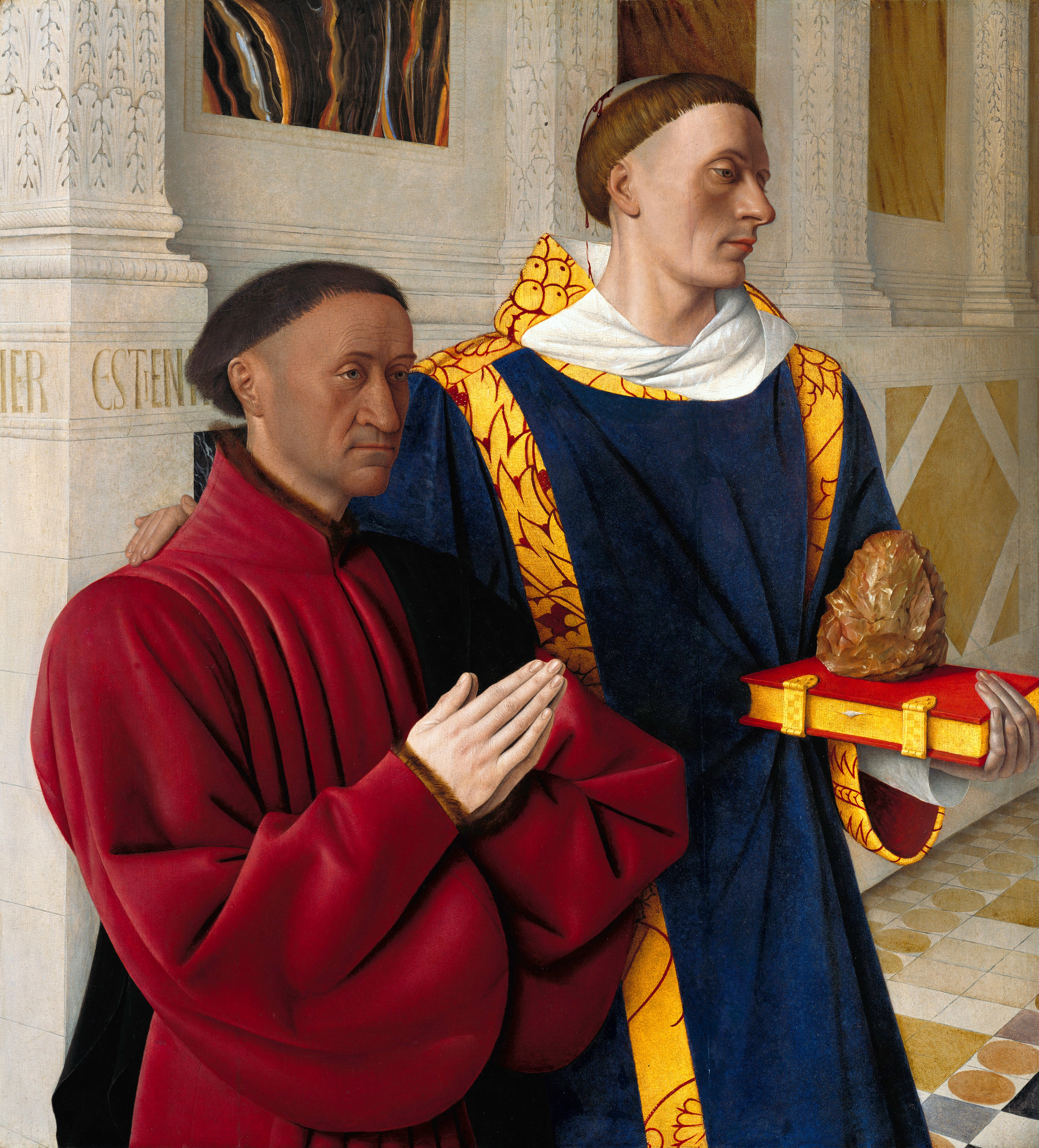
Etienne Chevalier a sv. Štěpán
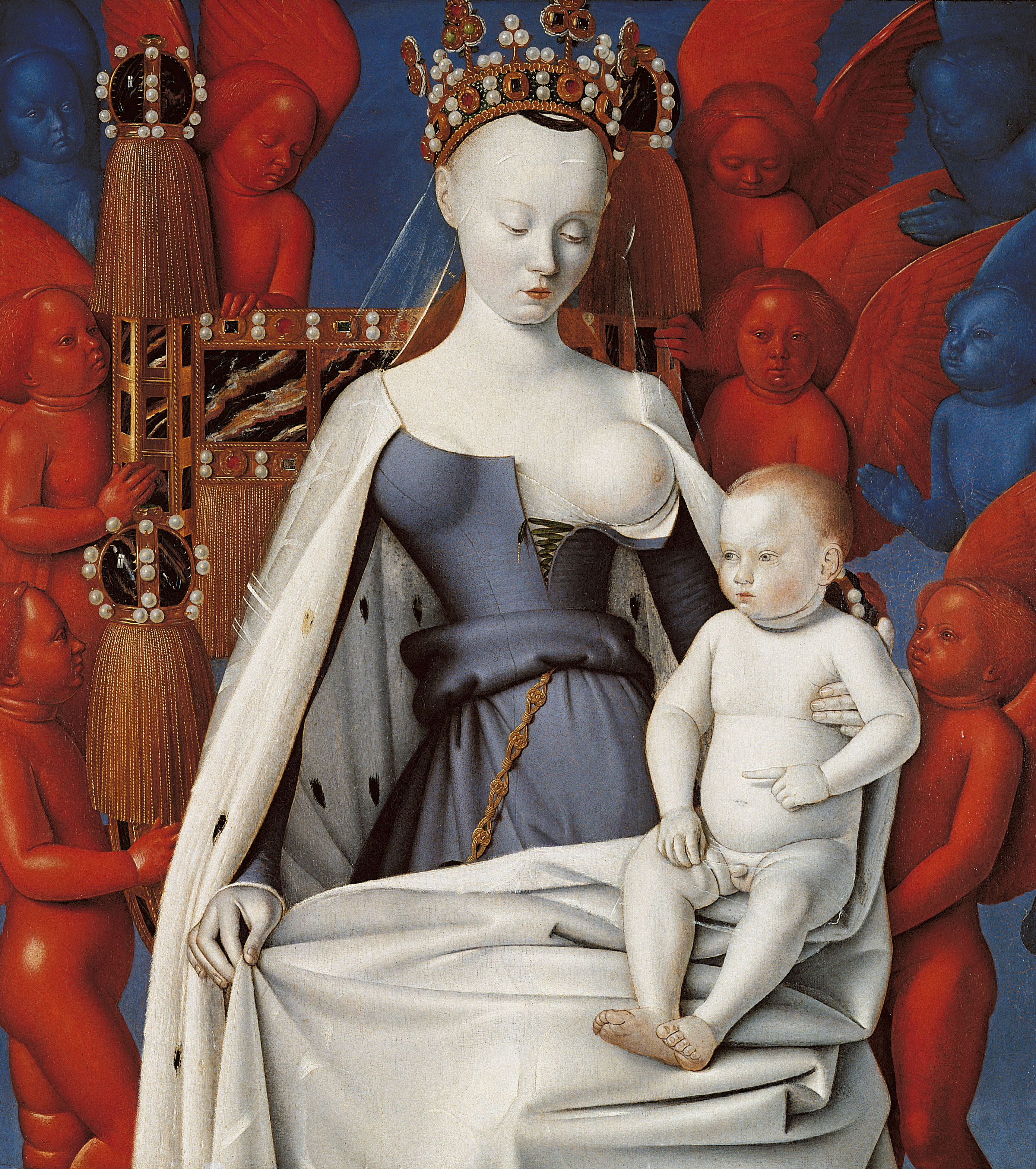
Madona s dítětem
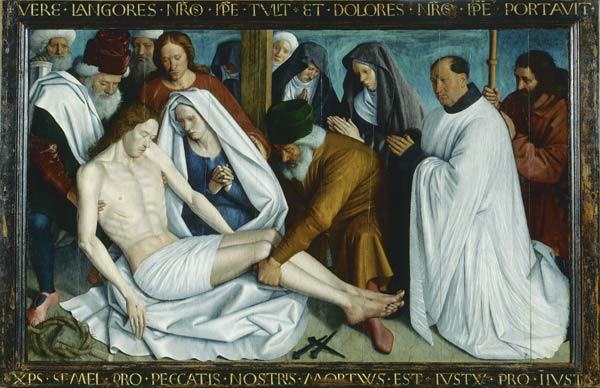
Pieta z Nouans
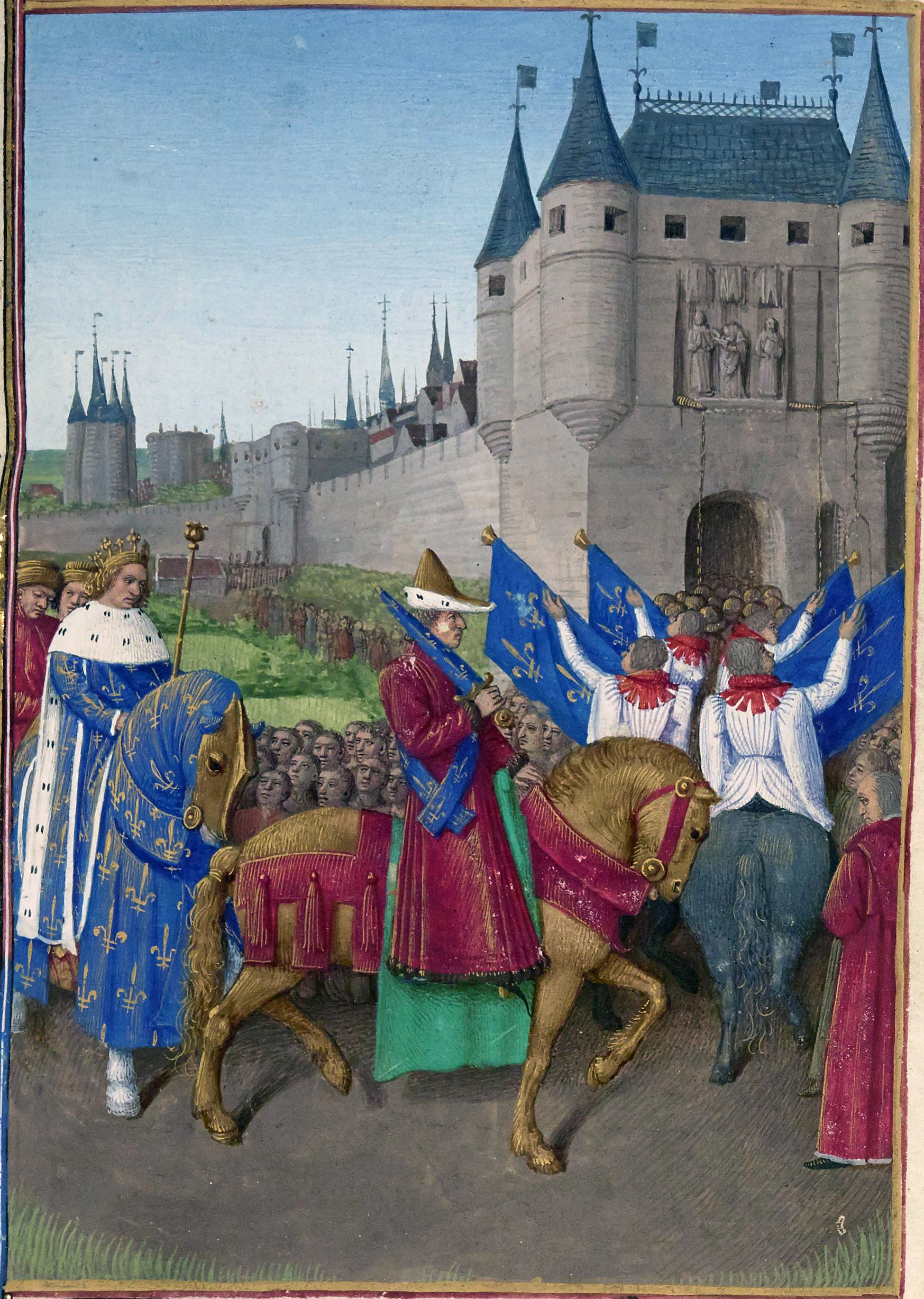
Příjezd Karla V. do Paříže (Hodinky E. Chevaliera)